# Велетенське
Велетенське — селище в Україні, у Білозерській селищній громаді Херсонського району Херсонської області. Населення становить 1407 осіб.

## Історія
12 червня 2020 року, відповідно до Розпорядження Кабінету Міністрів України № 726-р «Про визначення адміністративних центрів та затвердження територій територіальних громад Херсонської області», увійшло до складу Білозерської селищної громади.
19 липня 2020 року, в результаті адміністративно-територіальної реформи та ліквідації Білозерського району, селище увійшло до складу Херсонського району.

### Російське вторгнення в Україну (з 2022)
24 лютого 2022 року селище тимчасово окуповане російськими військами в ході російсько-української війни.
11 листопада було визволене Збройними силами України під час контрнаступу в Херсонській області.
Звільнене село перебуває під постійним вогнем російських військ. 6 лютого 2023 року окупанти обстріляли село.
17 березня 2023 року російські війська з мінометів обстріляли село, атакований дитячий заклад.

## Населення
Згідно з переписом УРСР 1989 року чисельність наявного населення селища становила 1462 особи, з яких 708 чоловіків та 754 жінки.
За переписом населення України 2001 року в селищі мешкало 1407 осіб.

### Мовний склад
Рідна мова населення за даними перепису 2001 року:
| Мова       | Чисельність, осіб | Доля     |
| ---------- | ----------------- | -------- |
| Українська | 1 263             | 89,77 %  |
| Російська  | 124               | 8,81 %   |
| Інше       | 20                | 1,42 %   |
| Разом      | 1 407             | 100,00 % |